# منزل شفاهي
منزل شفاهي (بالفارسية: خانه شفاهی) هو منزل تاريخي يعود إلى عصر القاجاريون، ويقع في مقاطعة أمل.